# United States Marine Corps Wounded Warrior Regiment

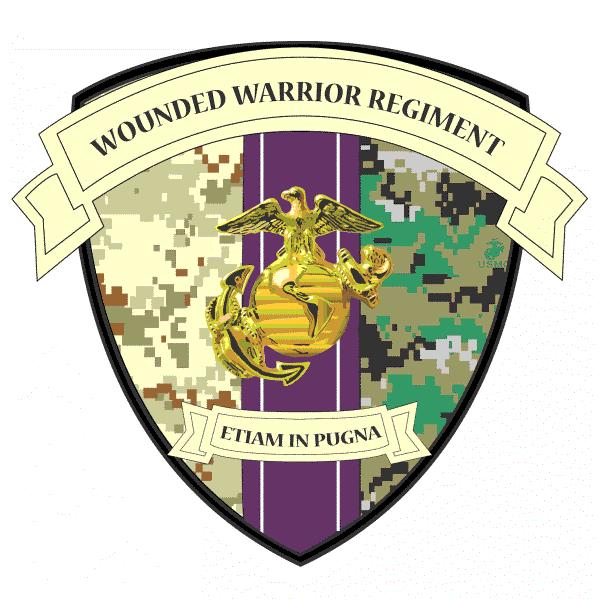
Wounded Warrior Regiment.

Le Wounded Warrior Regiment (WWR) fournit et facilite les soins non médicaux aux soldats de l'United States Marine Corps malades ou blessés au combat ou non. Il apporte également un soutien direct aux unités de Marines et aux membres de leurs familles dans afin de les aider lors de leur retour à la vie civile.
Actif de 2007, le WWR est basé à la Marine Corps Base Quantico.